# Limited liability company
Limited liability company (zkratka LLC) je obdoba české společnosti s ručením omezeným specifická pro USA. Oproti české společnosti s ručením omezeným, která má právní subjektivitu a tudíž platí daň z příjmu právnických osob odděleně od zdanění svých společníků, americká LLC se v tomto směru podobá spíše sdružení svých společníků, popřípadě jediné podnikající fyzické osobě, v tom, že LLC vlastní právní subjektivitu nemá a její příjmy se rozpočítávají mezi společníky, kteří je daní v rámci svých daňového přiznání.
Prvním státem, který přijal zákon zavádějící LLC společnosti, byl stát Wyoming v roce 1977. Tyto společnosti podléhají méně předpisům, než ostatní společnosti. Tento typ společností je nejrozšířenějším typem v USA. V Kalifornii musí společnosti LLC (pokud nejsou osvobozené od daně) platit na daních ročně alespoň 800 dolarů.